# Завод суперфосфату у Вальєкасі
Завод суперфосфату у Вальєкасі (Vallecas) — колишній виробничий майданчик в Іспанії, в мадридському районі Вальєкасі.
На початку 20 століття в Іспанії почався бум виробництва фосфорного добрива — суперфосфату, чому сприяли географічна близькість до фосфоритів Марокко та великий ресурс піритів у іспанській провінції Уельва. Шляхом спалювання піритів отримували сульфатну кислоту, за допомогою якої далі розкладали фосфорити з отриманням суперфосфату (типове підприємство мало в своєму технологічному ланцюжку обидва процеси). Одним з таких заводів стала фабрика дона Ернесто Естефанії, що почала роботу не пізніше 1922 року. В подальшому вона перейшла до компанії SA Cros, яка станом на 1930-ті роки стала власником більш ніж десятка заводів суперфосфату по всій країні.
Відносно масштабу діяльності можливо відзначити, що станом на 1922-й майданчик міг щорічно продукувати 4 тисячі тонн сульфатної кислоти та 5 тисяч тонн суперфосфату, а також 150 тонн сульфату заліза (залізний купорос) та 100 тонн нітратної кислоти.
Станом на середину 1950-х завод міг виробляти 15 тисяч тонн суперфосфату на рік.
Наприкінці 1980-х почався процес злиття SA Cros з іншою великою хімічною компанією Explosivos Río Tinto (що в 1989-му привело до формування концерну Ercros). При цьому належні обом учасникам заводи добрив виділили в нову компанію Fertilizantes Españoles (FESA), яка в 1988-му оголосила про плани закриття в 1989-му трьох суперфосфатних заводів і серед них майданчика у Вальєкасі.